# Московский почтамт
Моско́вский почта́мт — комплекс почтовых, транспортных и вспомогательных предприятий Москвы. По одним данным, организация была учреждена в 1700 году, по другим — в 1711-м. Исторически почтамт располагался в разных районах города, наиболее известен комплекс на пересечении Мясницкой улицы и Чистопрудного бульвара.

## История

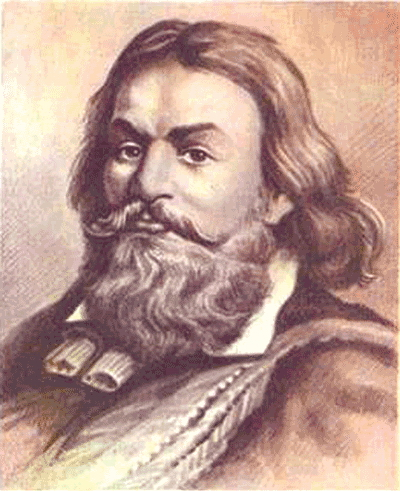
Портрет управляющего Московским почтовым двором Андрея Виниуса, 1874 год

### Ранние почтовые дворы
В XIII—XVII веках почтовые отправления из Москвы в регионы доставляли ямщики, путешествовавшие по особым дорогам — «ямам». Деятельность служащих регулировал Ямской приказ, подчинявшийся с начала XVII века князю Дмитрию Пожарскому. Сообщение между городами было нерегулярным, поэтому для осуществления постоянной дипломатической переписки во второй половине XVII века в Москве образовали первую почтовую службу. Она была международной и поначалу связывала только столицу Российского государства и Ригу. В разное время за деятельность организации отвечали предприниматель Ян ван Сведен, промышленники Пётр и Леонтий Марселисы, дворянин Андрей Виниус (с 4 декабря 1675 года) и его сын Матвей (с 18 октября 1693 года).
Изначально в Москве почту принимали раз в две недели в здании Посольского приказа, располагавшегося в Кремле. 18 октября 1693 года царским указом почтовый двор был переведён почтовый двор перенесли во владение Виниусов «в приходе церкви Марии Египетской, что в Сретенском монастыре, по правой стороне улицы Сретенки». На тот момент двор представлял собой переоборудованную городскую усадьбу, где можно было получить и отправить письмо, а также воспользоваться услугами писарей. Организация осуществляла пересылку только правительственных и купеческих писем за границу. Оборотом корреспонденции заведовал думный дьяк Гаврила Петров, учитывавший все отправления в архивных книгах. Ежегодно организация обслуживала около трёх тысяч писем. Из хозяйственных книг Виниуса следует, что с каждой почтой отсылали в среднем 10—15 писем, средняя стоимость каждого из них составляла 3 золотника. Пересылка правительственной корреспонденции осуществлялась бесплатно, но весь доход от частной принадлежал предпринимателям. Внутригосударственные почтовые маршруты стали формироваться к концу XVII века.

### Особая почтовая контора
В исследованиях по истории русской почты основание Московского почтамта относят к моменту создания Особой почтовой конторы в 1700-м. 16 марта 1701 года управление организацией перешло в ведение вице-канцлера Петра Шафирова, который, согласно табелю о рангах 1722 года, носил звание генерал-почт-директора. Шафиров содержал почтовое ведомство в своём имении на Садово-Черногрязской улице: «вышед из Мальцева переулка улицы Хомутовки за Земляным валом». В 1703 году, после ареста Шафирова и конфискации всего имущества дом был передан во владение почтовому ведомству, и московский почтамт остался по старому адресу. В 1701-м за оборот корреспонденции Московского почтового двора отвечал немец Томас Фадемрехт, ранее служивший под руководством Андрея Виниуса. Но уже через два года в его ведении находился только приём писем, тогда как оставшуюся часть работ поручили подьячему Меркуле Правдину. В начале Северной войны Московский почтовый двор осуществлял также пересылку военной корреспонденции, позднее начала регулярно действовать самостоятельная полевая почта. По состоянию на 1715 год сообщение между Москвой и Архангельском ежегодно пересылало около 5 тысяч писем.
Ряд исследователей считает, что почтамт в Москве начал действовать только к 1711 году, после победы в Полтавской битве, так как эта дата встречается в исторических исследованиях 1842-го. В обиходе почтовый двор именовали «немецкой», «заморской» или «казначейской» почтой. По одной из версий, эти названия произошли из-за международного почтового сообщения, обслуживаемого почтамтом, по другой — из-за иностранных работников организации. При этом долгое время продолжала действовать ямская почта с отдельным почтамтом в Большом Ивановском переулке. До 1725 года Ямской почтамт обеспечивал почтарями Московскую почтовую контору. Окончательное объединение организаций произошло только в первой половине XVIII века.

### XVIII век

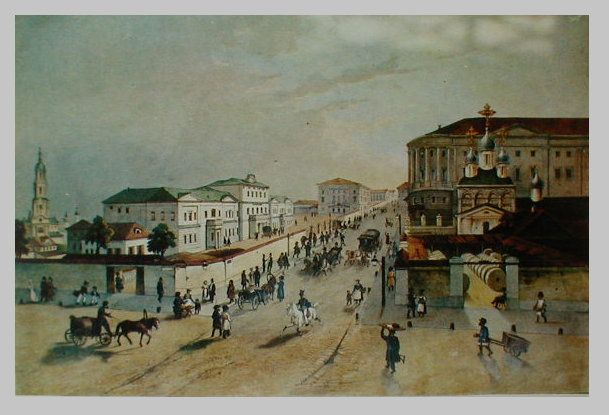
Литография Мясницкой улицы, А. Ш. Мюллер. Слева — Императорский почтамт, справа — церковь Флора и Лавра и дом Юшкова, 1840-е годы

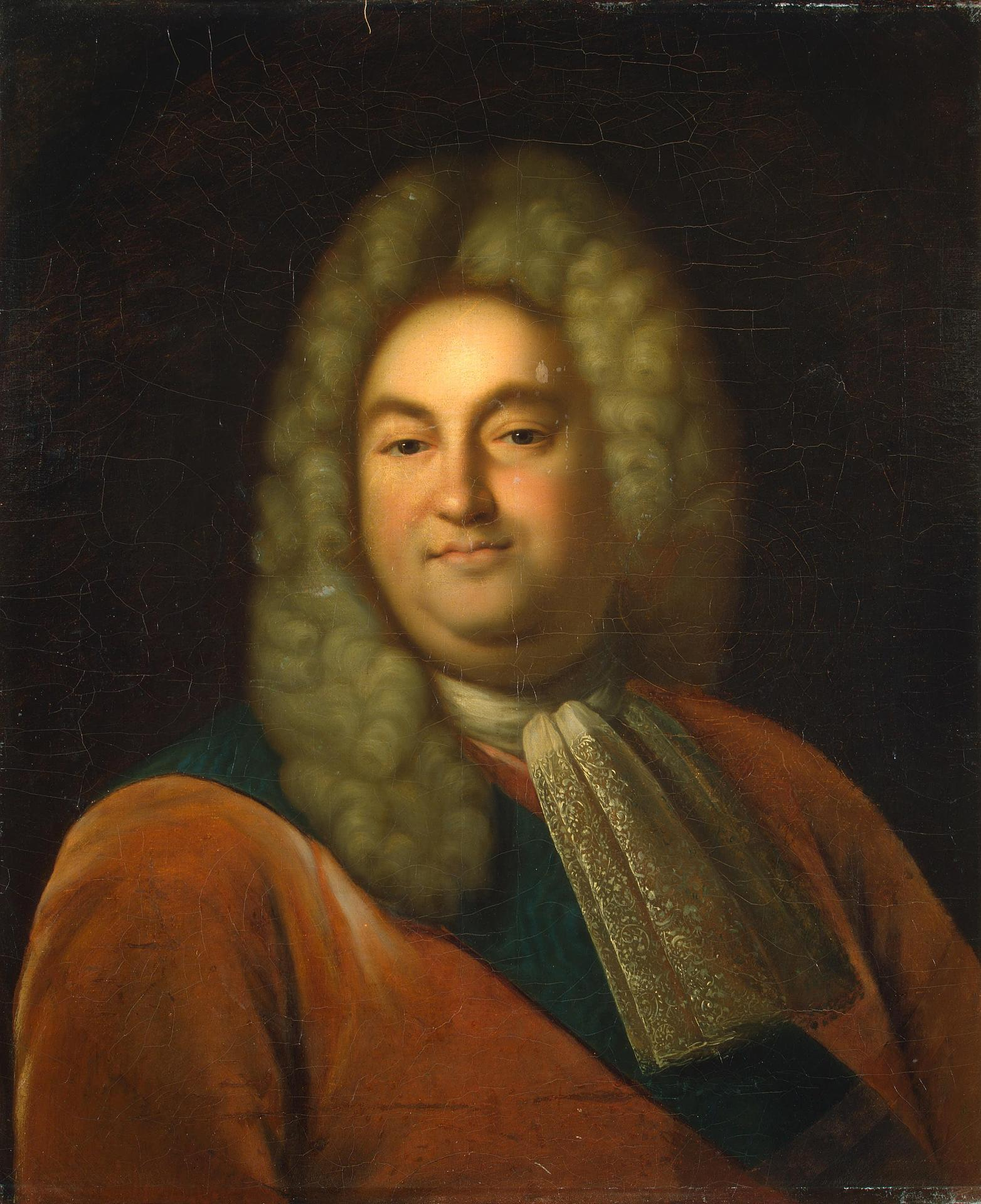
Портрет почт-директора Петра Шафирова, XIX век

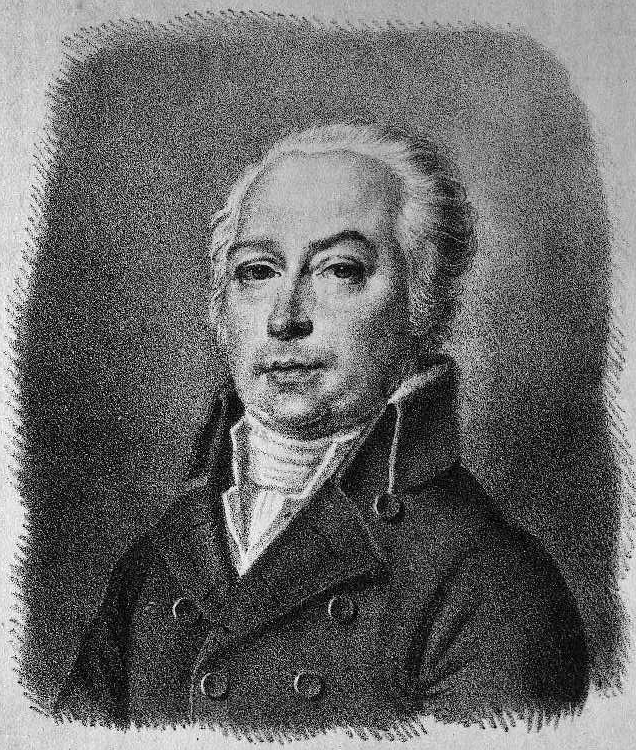
Портрет почт-директора Фёдора Ключарёва, XIX век

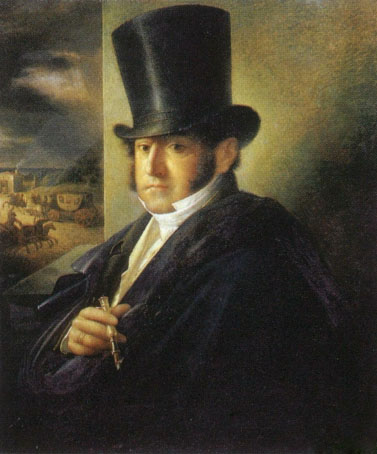
Портрет почт-директора Константина Булгакова, 1835 год

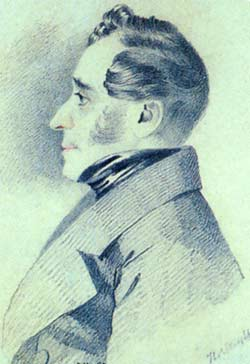
Портрет почт-директора Александра Булгакова, 1863 год

Первые записи в архивных документах Московского почтового двора датируются 22 октября 1722 года. Предположительно, более ранние отчёты были уничтожены пожаром. В дальнейшем представители организации стали праздновать день рождения почтамта именно 22-го числа. На тот момент директором организации являлся Томас Фадемрехт, занявший место Меркулы Правдина, вышедшего в отставку по старости. Через год почт-директора Шафирова обвинили в казнокрадстве и сослали в Сибирь, а его усадьба перешла в ведение почтового ведомства.
Первый штат и жалование служащих Московского почтового двора утвердили 24 декабря 1724 года. Так, на зарплату чиновников ежегодно выделяли 345 рублей, а на канцелярские затраты, зарплату почтальонов, сторожей и прочих работников — 1227 рублей 53 копейки. При этом Ямскую почтовую контору содержали на доходы от «немецкой» почты. 19 февраля 1725 года Московский почтовый двор официально получил название «почтамт», а его руководителем был назначен Вольфганг (Владимир) Пестель, согласно отчётам которого за 1723—1724 годы доходы предприятия составляли «11445 рублей 8 копеек и 1 деньгу». Несмотря на переименование, вплоть до конца XVIII века в документах встречались старые названия организации.
Владения почтового управления сильно пострадали во время Троицкого пожара 1737 года, после чего по указанию Сената ведомству передали дом в Немецкой слободе, принадлежавший ранее адмиралу Корнелию Крюйсу. Из описей того времени известно, что здание также повредил пожар: обгорели двери и печные изразцы, покосились оконные решётки, был разрушен конюшенный корпус, однако «задний апартамент» в глубине двора уцелел. На средства почтамта провели ремонт, но уже к 1742 году по распоряжению Елизаветы Петровны организации выделили подворье скончавшегося новгородского митрополита Феофана. Комплекс зданий располагался между Сретенскими и Мясницкими воротами Белого города (между Фроловым, Бобровым и Милютинским переулками). По отдельным данным, комплекс находился между Мясницкой улицей и Огородной слободой (Мясницкая, дом 40). Однако ряд исследователей указывает, что на тот момент этот участок занимали палаты промышленника Никиты Демидова, затем его сына — Никиты, и только в 1828 году они перешли в ведение почтамта, получив название «Старый московский почтамт».
Для осмотра бывшего подворья из Санкт-Петербурга командировали архитектора Бартоломео Растрелли, рапортовавшего о сильном запустении зданий и течи в подвалах. Он оценил необходимые работы в восемь тысяч рублей. По распоряжению Сената для проверки сметы вызвали архитектора Ивана Мичурина, из описи которого известно, что одноэтажные палаты были выстроены вдоль красной линии и состояли из семи комнат и одного небольшого помещения. В глубине участка располагался двухэтажный дом с каменным подклетом. По мнению архитектора, реконструкция должна была обойтись менее чем в три тысячи рублей. Летом того же года под его руководством произвели ремонт. Во время работ соорудили три дополнительные избы для канцеляриста и почтальонов, ледник, сараи, кухню и конюшню.
Согласно документам 1743 года Московский почтамт принял тринадцать писем. В 1763-м место почт-директора занял Борис (Бурхард) Пестель. Через два года строение в глубине двора, где проживала семья Пестелей, пришло в негодность и его заменили новым двухэтажным деревянным зданием.
К 1785 году для Московского почтамта арендовали усадьбу у пересечения Мясницкой улицы и Чистопрудного бульвара. Изначально имение принадлежало поручику Александру Меншикову, затем — помещику Ивану Лазареву. Новый комплекс состоял из каменного трёхэтажного дома в глубине участка, где обслуживали клиентов, и отдельных деревянных строений. Обветшалое подворье новгородского митрополита некоторое время продолжали использовать под жильё ряда служащих. В 1787-м Борис Пестель произвёл ревизию почтовых отделений от Москвы до Смоленска и Риги, за что получил орден Святого Владимира третьей степени. Через два года его должность занял сын Иван, ранее служивший помощником почт-директора.
В этот период Московский почтамт начал осуществлять денежные переводы и принимать к отправке посылки. Содержание комплекса на Мясницкой обходилось казне слишком дорого, так как помимо арендной платы городские власти обязаны были ежегодно ремонтировать строение. В 1792-м Московский почтамт выкупил арендуемые площади «в приходе церкви Гавриила Архангела, что на Чистом пруде, с каменным и деревянным всяким строением, с землею, с садом и фруктовыми в них деревьями» за пятьдесят тысяч рублей.
К 1776 году в ведении почтамта находилось 30 почтовых отделений. В конце XVIII века их количество возросло до 56, а к 1800-му под управлением Московского почтамта находились 12 губерний России: Владимирская, Вологодская, Калужская, Костромская, Московская, Нижегородская, Орловская, Рязанская, Смоленская, Тверская, Тульская и Ярославская. Строгое соподчинение позволило ускорить обращение корреспонденции, минимизировать расходы и увеличить прибыль государства. Так, до 1771 года Смоленская и Тульская конторы приносили казне доход в 20 рублей, но после передачи их в ведение Московского почтамта выручка двух учреждений превышала тысячу рублей. По состоянию на 1795-й общая прибыль организации достигала 28 тысяч рублей. Раз в три месяца Московский почтамт самостоятельно проводил ревизии на станциях по всем маршрутам.

### XIX век
В начале XIX века почт-директором стал Фёдор Ключарёв. Из-за увеличившегося количества корреспонденции к 1802 году организацию разделили на восемь ведомств, которые в то время назывались экспедициями: 
- канцелярию почтамта;
- счётную;
- приёма и отправления денег и посылок;
- раздачи денежных конвертов;
- отправления почт;
- разборки почт и раздачи простой корреспонденции;
- иностранную;
- секретную.

 Канцелярия находилась в непосредственном подчинении у почт-директора, общий штат чиновников почтамта насчитывал 60 человек. При организации работали цензоры, проверявшие иностранные периодические издания, швейцары, лекари, садовник и архитекторы, отвечавшие за возведение новых почтовых станций.
В 1812 году почт-директором был назначен помощник Ключарёва Дмитрий Рунич. Во время оккупации Москвы в здании почтамта действовала французская почта, осуществлявшая пересылку военной корреспонденции. В источниках встречается версия, что комплекс не пострадал во время пожара, поскольку оставшиеся в городе служащие напоили поджигателей. В 1816 году на должность почт-директора назначили Константина Булгакова, которого через три года перевели в Санкт-Петербург. Его место занял брат Александр, позднее почт-директором стал Николай Степанович Кожухов. В 1818 году Комиссия о строении Москвы поручила архитектору Осипу Бове разработать проект дополнительного корпуса почтамта вдоль Мясницкой улицы. Здание возвели за два года. Комплекс зданий Московского почтамта являлся также культурным центром города. В 1864 году в его стенах проходили встречи Общества любителей художеств, где в разное время выступали Афанасий Фет, Аполлон Майков, Александр Островский, Алексей Плещеев, Алексей Писемский.
Дополнительный усадебный комплекс между Мясницкой и Огородной слободой (Мясницкая, дом 40), который в 1828 году приобрёл Московский почтамт, предполагалось использовать для размещения квартир конторских служащих. Усадебный комплекс был уже достаточно старым, его возвели в начале XVIII века по проекту архитектора Евграфа Тюрина для тайного советника Никиты Демидова. Двухэтажный особняк с мезонином был выстроен в классицистическом стиле вдоль красной линии улицы, по бокам от него находились деревянные флигеля. Во время пожара 1812 года здание выгорело, но было восстановлено. Вскоре после приобретения территории почтовым управлением Демидов двор стали называть старым зданием Московского почтамта. В 1854-м под руководством Альберта Кавоса перестроили центральный корпус владения. Архитектор разработал проект в строгих формах, главный фасад украсили наличниками и рустовкой, центральную часть выделили невысоким аттиком. В начале 1870-х годов по проекту архитектора Василия Карнеева на территории участка возвели дополнительное здание конюшен в кирпичном стиле, с 1911-го его занимал архив организации.
С 1 января 1845 года в Москве ввели городскую почту, вскоре начали действовать специальные железнодорожные подразделения и ряд городских почтовых отделений. Через три года на улицах появились первые почтовые ящики. В 1860-х годах (по другим данным — десятилетием ранее) главное здание почтамта расширили пристройками по проекту архитекторов Альберта Кавоса, А. К. Кузнецова. В 1866—1872 годах пост начальника Московского почтамта занимал Василий Инсарский, позднее его сменил статский советник Семён Подгорецкий. К 1880-м годам было сформировано Главное управление почт и телеграфов, в ведение которого перешёл Императорский почтамт.
К 1856 году по проекту архитектора Альберта Кавоса на углу Мясницкой и Чистопрудного бульвара возвели каретный корпус в упрощённых ренессансных формах. Предположительно, в работах также принимали участие архитекторы А. К. Кузнецов и Г. А. Боссе. Трёхэтажное здание заняли службы конной почты, перевозившей пассажиров, конторские квартиры, технические помещения и залы ожидания. К 1869-му каретный корпус приспособили для размещения Московской телеграфной станции: переложили крышу, разобрали антресольный ярус, обновили интерьеры. Согласно отдельным данным, сооружение надстроили дополнительным этажом для аппаратной Морзе, куда протянули 300 линий связи. В 1900 году телеграфный корпус расширили, пристроив к нему со стороны двора дополнительный трёхэтажный флигель. После Октябрьской революции этот флигель переоборудовали под коммунальные квартиры.
В 1891 году в комплексе на Мясницкой улице начала действовать одна из первых в России почтово-телеграфная сберкасса. Через семь лет в здании почтамта впервые отправили телефонную газетную корреспонденцию и вскоре начал работать переговорный телефонный пункт, в вестибюлях установили автоматы для продажи марок. В этот же период при организации стал функционировать «Дом призрения заслуженных престарелых чинов почтового ведомства». Он занял новопостроенный корпус в глубине участка, выполненный по проекту архитектора Александра Попова. В 1899-м грузы, курсировавшие между Московским почтамтом и железнодорожными вокзалами, стали возить по конно-железной дороге, для чего во дворе комплекса проложили трамвайные пути, соединявшиеся с Бульварной линией. С 1891 года почт-директором стал тайный советник Константин Григорьевич Радченко.

### XX век

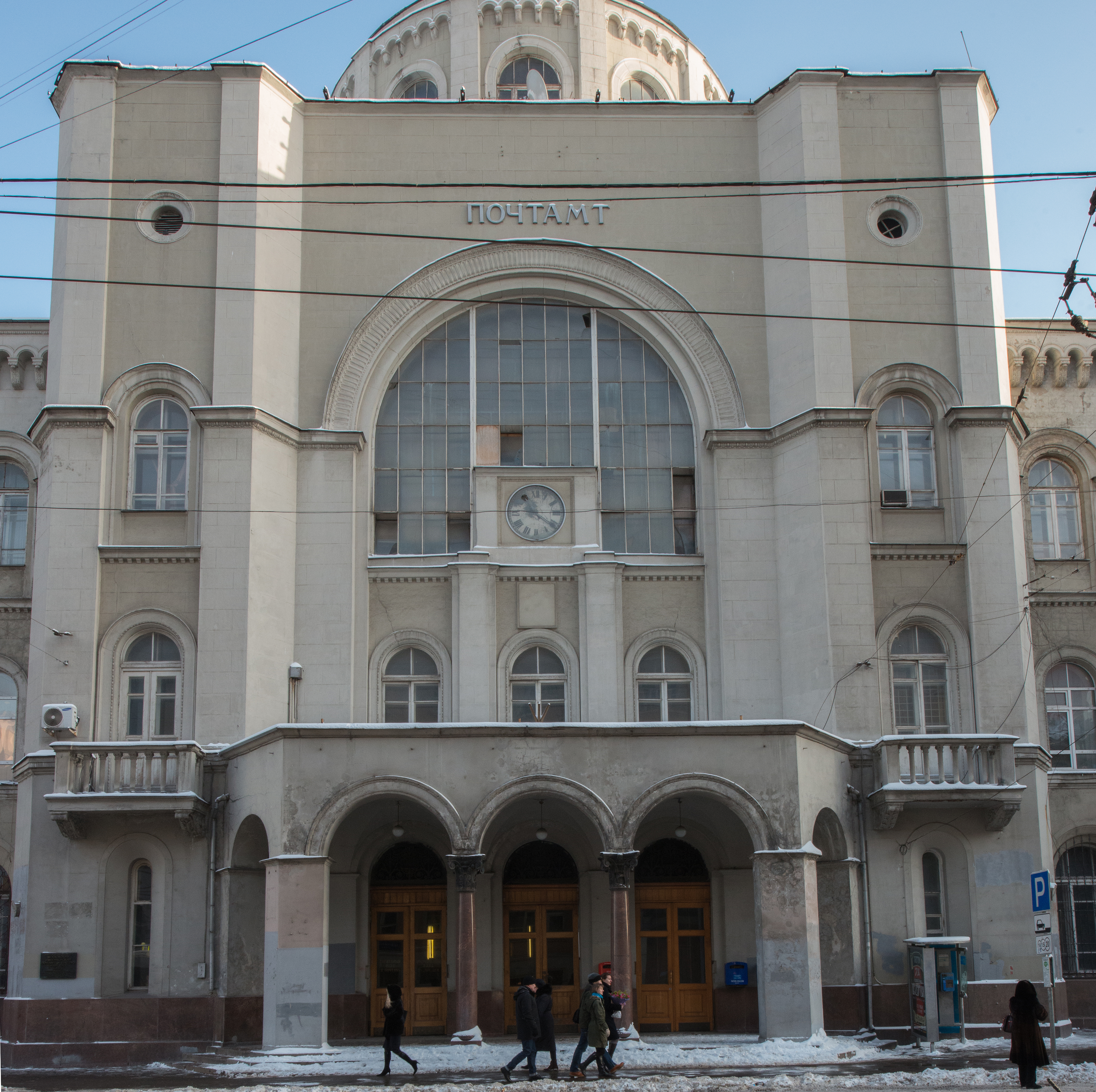
Главный вход Московского почтамта, 2015 год

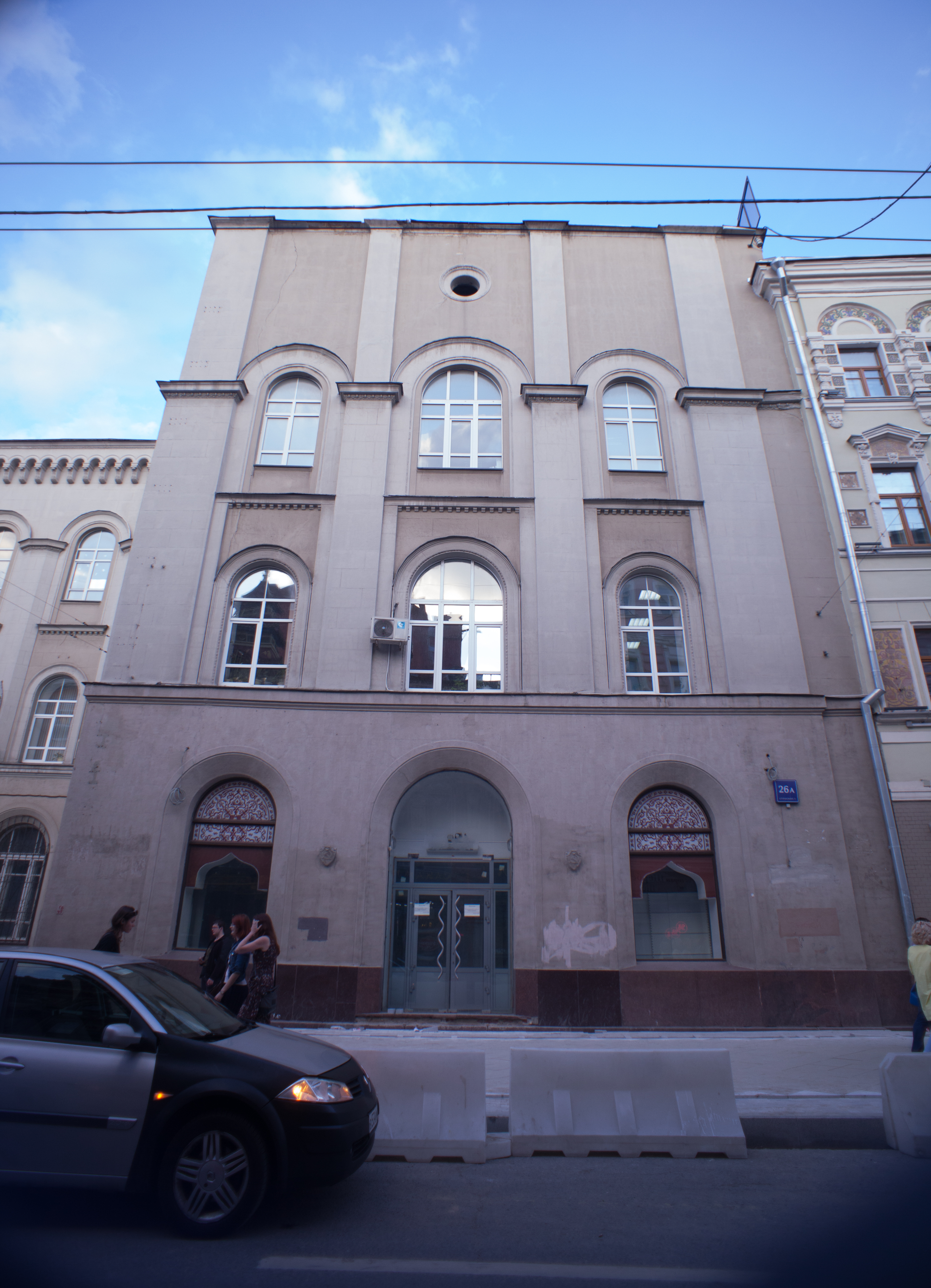
Арочные оконные проёмы здания Московского почтамта, 2011 год

В 1905 году рядом со старыми зданиями почтового двора произошли массовые стычки бастующих почтовых служащих с полицией. В дальнейшем это место использовали для проведения многочисленных митингов рабочих и студентов, которые к осени 1917-го переросли в вооружённые столкновения. После Октябрьской революции здания бывшего Демидова двора продолжали использовать как жилые. В 1931 году по проекту архитектора Касьяна Ивановича Соломонова позади главного дома и конюшен возвели шестиэтажный корпус газетного почтамта в стиле конструктивизм. Через семнадцать лет вдоль Мясницкой улицы сбоку от главного здания пристроили дополнительное крыло, присоединённое проездной аркой.
Именными указами 15 февраля 1906 года почт-директора Радченко сменил В.Б.Похвистнев, а в октябре 1913 года приступил к обязанностям фон Вик, освободивший должность уже в марте 1917 года. уволенный  В начале XX века в составе Московского почтамта выделили отдельные экспедиции, контролировавшие развозку корреспонденции. В 1910-е годы кроме десяти экспедиций, размещавшихся в здании почтамта, существовали ещё десять самостоятельных и семь особых подразделений. Также действовало около тридцати пяти городских почтовых отделений, две трети из которых были оснащены телеграфной связью. Штат почтамта состоял из почт-директора и его помощника, экспедиторов, архитекторов, смотрителей зданий, присяжных, цензоров, врачей, фельдшеров, священников и других. Основную массу рабочих составляли почтово-телеграфные чиновники — 867 человек, и нижние служители — 1214 человек. С 1913-го почт-директором являлся начальник Управления почт и телеграфов Владимир Похвиснев.
Устаревший комплекс почтамта не справлялся с увеличившимся количеством посетителей, его конструкции обветшали. В 1904 году к главному зданию пристроили два боковых флигеля по проекту архитектора Игнатия Залесского. В этот период в стенах конторы действовало подразделение Охранного отделения МВД «Чёрный ряд», занимавшееся перлюстрацией писем. Через шесть лет началась постепенная моторизация конторы. Почтамт подписал соглашение с экипажной фабрикой П. П. Ильина на поставку специализированных автомобилей. К 1911 году в штате организации числилось два бортовых грузовика и 27 фургонов, мощность двигателей которых составляла 15—32 лошадиных сил. По состоянию на 1913-й Московский почтамт обрабатывал около 12 % от всей корреспонденции страны.
В 1910 году началось возведение нового здания Московского почтамта по проекту гражданского инженера Л. И. Новикова, состоявшего в должности главного архитектора ГУПТ МВД, и архитектора Оскара Мунца (автора фасадной композиции), при участии Леонида Веснина. Вот как описывает церемонию закладки здания почтамта газета "Московский листок": 

"26 сентября происходила закладка нового здания московского почтамта. Так как с постройкой нового здания строительная комиссия очень спешит, то уже стены нового почтамта доведены до третьего этажа и закладка происходила не на фундаменте, как это делается обычно, а в третьем этаже, в круглом зале башни, которая будет подниматься над почтамтом. Здесь был устроен импровизированный шатёр из брезентов, декорированный зеленью и флагами...
...Новое здание почтамта, т.е. его центральная часть, представляющая громадный квадратный зал, в котором предполагается поместить все главнейшие отделения, будет закончено постройкой будущей весной и, весьма вероятно, уже откроется для почтовых операций в начале лета".

Строение возвели на месте двора усадьбы Лазарева, и задняя стена комплекса повторяла очертания старинного особняка. Архитектура здания решена в формах историзма, с преобладанием неороманских и неовизантийских мотивов. Изначально предполагалось использовать для облицовки фасада кирпич двух оттенков, что давало бы эффект чередования светлых и тёмных полос, как в византийской архитектуре. Но из-за внезапного подорожания кирпича на рынке было принято решение облицевать здание плитами искусственного камня под мрамор. Леонид Веснин разработал новый вариант проекта, сохранив общую композицию Мунца. Центр фасада выделен ризалитом и увенчан куполом на барабане, напоминающим византийские храмы. Для работы над элементами скульптурного убранства Веснин предполагал привлечь С. Т. Конёнкова. Однако в итоге фасад вышел аскетичным, почти лишённым декора.
Центральную часть здания занял просторный операционный зал, почти повторяющий пространство Петербургского почтамта, реконструированного в 1903 году Л. И. Новиковым. Отделка интерьера стилистически тяготеет к венскому модерну. Стальной каркас трёхслойного светового покрытия операционного зала был сконструирован и изготовлен Товариществом Санкт-Петербургского Металлического завода; закалённое стекло для покрытия поставил Торговый дом «М. Франк и сын» . Мнение о причастности к сооружению почтамта инженера В. Г. Шухова ошибочно и принадлежит к разряду городских легенд.
14 мая 1912 года состоялось торжественное открытие нового здания. В комплексе также начала действовать первая экспозиция Музея почтовой связи, ликвидированная после Октябрьской революции. Предположительно, через два года каретный корпус, построенный в середине XIX века, реконструировали под руководством архитектора А. К. Давоса.
Во время Октябрьского вооружённого восстания комплекс почтамта и телеграфа на Мясницкой улице стал местом военных столкновений между юнкерами и красногвардейцами. После утверждения конституции СССР 1924 года был сформирован Народный комиссариат почт и телеграфов (Наркомпочтель), в ведение которого перешёл Московский почтамт. Через два года в столице насчитывалось 35 отделений связи и 9 железнодорожных подразделений. В 1927-м телеграф перенесли в отдельное здание на Тверской улице. В это же время в помещениях Московского почтамта установили оборудование для механизированной обработки посылок. Через год на базе восьмой газетной экспедиции и почтамтского отделения подписок начал действовать Центральный газетно-журнальный почтамт.
В 1929 году вышло новое «Положение о московском почтамте», регулировавшее работу организации. К началу 1930-х годов выделилось десять территориальных почтовых узлов: Бауманский, Замоскворецкий, Краснопресненский, Ленинский, Фрунзенский, Октябрьский, Сталинский, Пролетарский, Киевский, Сокольнический. В этот период Центральный почтамт вошёл в состав Управления почтовыми предприятиями Москвы. В его ведении также находились смежные предприятия: управление почтовой связи в составе центрального обменного пункта, сортировочный узел, бюро обработки переводов, бюро контроля переводов и другие.
23 июня 1941 года работники Московского почтамта сформировали Главный военно-почтовый сортировочный пункт № 1, обеспечивавший связью военные посты и линии фронта. Организация находилась в подчинении Главного управления связи Красной армии. В середине XX века от Московского почтамта отделились Прижелезнодорожный и Международный почтамты.

## Современность

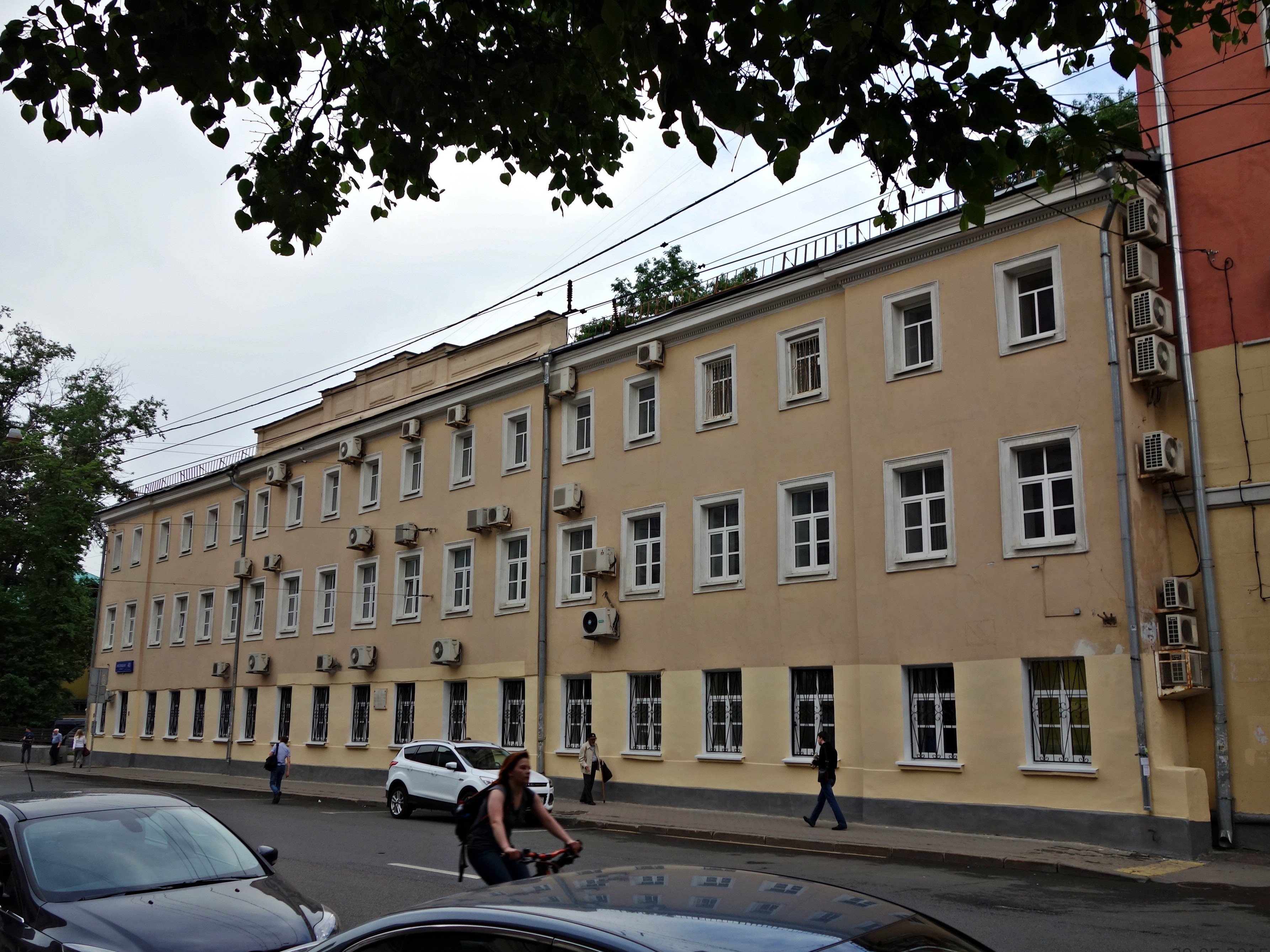
Главный корпус старого Московского почтамта, 2015 год

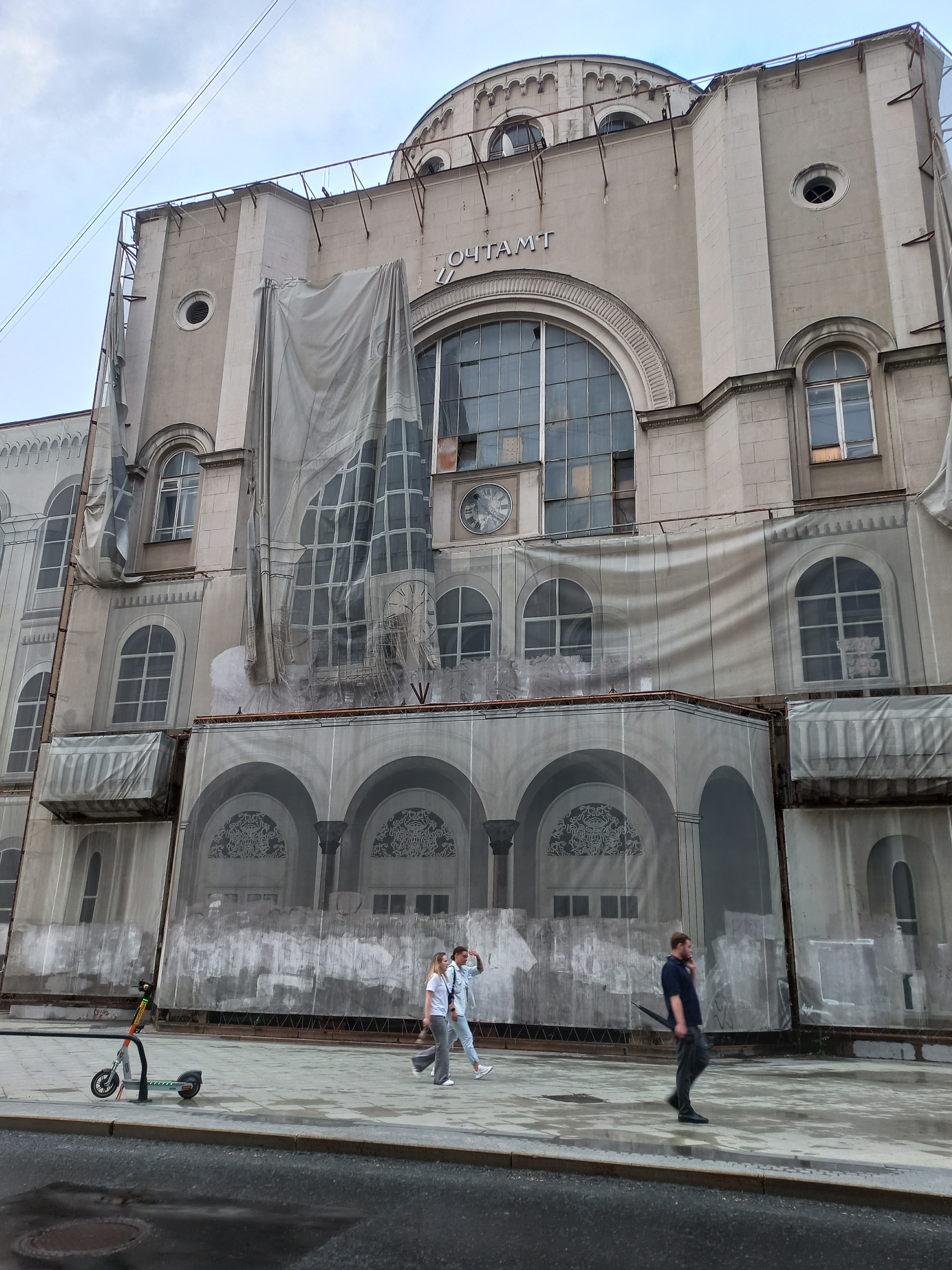
В 2024 году

К 1990-м годам главное здание на Мясницкой улице сильно обветшало и его закрыли. Операционные службы организации перевели в соседние корпуса. Некоторое время центральный корпус сдавали в аренду теннисному клубу, затем — Российской товарно-сырьевой бирже. Тем не менее почтамт продолжал свою деятельность на территории Москвы. По состоянию на 2004-й Управление федеральной почтовой связи «Моспочтамт» ежедневно обслуживало более 5 тысяч граждан. Организация осуществляла приём, отправку и выдачу корреспонденции и денежных переводов, доставку периодических изданий, пенсий и пособий. Она предоставляла услуги междугородней телефонной и телеграфной связи, телефакса и электронной почты, курьерской доставки и другое. К 2015 году в состав организации входило десять обособленных структурных подразделений, в их числе: шесть межрайонных почтамтов, межрайонный сортировочный почтамт, автокомбинат, а также объекты социальной сферы. В ведомстве межрайонных почтамтов находилось 530 отделений связи, центры сортировки и обработки, состоящие из четырёх мест прямого контейнерного обмена. Общий штат сотрудников филиала превышал 14 тысяч служащих, протяжённость обслуживаемых городских маршрутов составляла 24 тысячи километров.
С 2006 года в одном из залов почтамта на Мясницкой улице начала действовать вторая экспозиция Музея почтовой связи. Через четыре года в доме провели
инженерные исследования, по результатам которых строение было изношено на 70 % и требовало масштабной реконструкции. В 2014-м ряд СМИ сообщал о возможной перепродаже комплекса на Мясницкой. Несмотря на разрабатывающиеся проекты реконструкции, через два года руководство «Почты России» заявило о нецелесообразности данных работ. По словам генерального директора организации Дмитрия Страшнова, дальнейший ремонт был возможен только после признания объекта государственной собственностью. В августе того же года стало известно о начале пошаговой консервации строения, первым этапом работ было укрепление купола здания. В 2018-м появилась информация о возможной перепродаже здания почтамта на Мясницкой после планировавшегося акционирования «Почты России». В 2020 году в здании начались противоаварийные работы, в 2022 году в здании шла активная реставрация, завершить которую планировалось к 2027 году. В 2024 году часть зданий, входящих в комплекс Московского почтамта, была выставлена на продажу.
Для размещения Федеральной службы по труду и занятости осенью 2014 года подготовили проект реконструкции здания газетного почтамта. Во время работ планировалось укрепить фундамент и перекрытия, обустроить дополнительный подземный этаж, установить лифты и восстановить кирпичную кладку. Через год в ходе проверок Мосгорнаследием было установлено, что конюшенный корпус, возведённый по проекту Карнеева, находился в неудовлетворительном состоянии. Мещанский суд оштрафовал «Почту России» на сто тысяч рублей, признав организацию фактическим хозяйствующим субъектом. В октябре того же года начался ремонт в здании газетного почтамта, во время которого обновили входные группы и установили пандусы. В 2018-м ансамбль Старого московского почтамта получил статус объекта культурного наследия регионального значения.

## Память в филателии

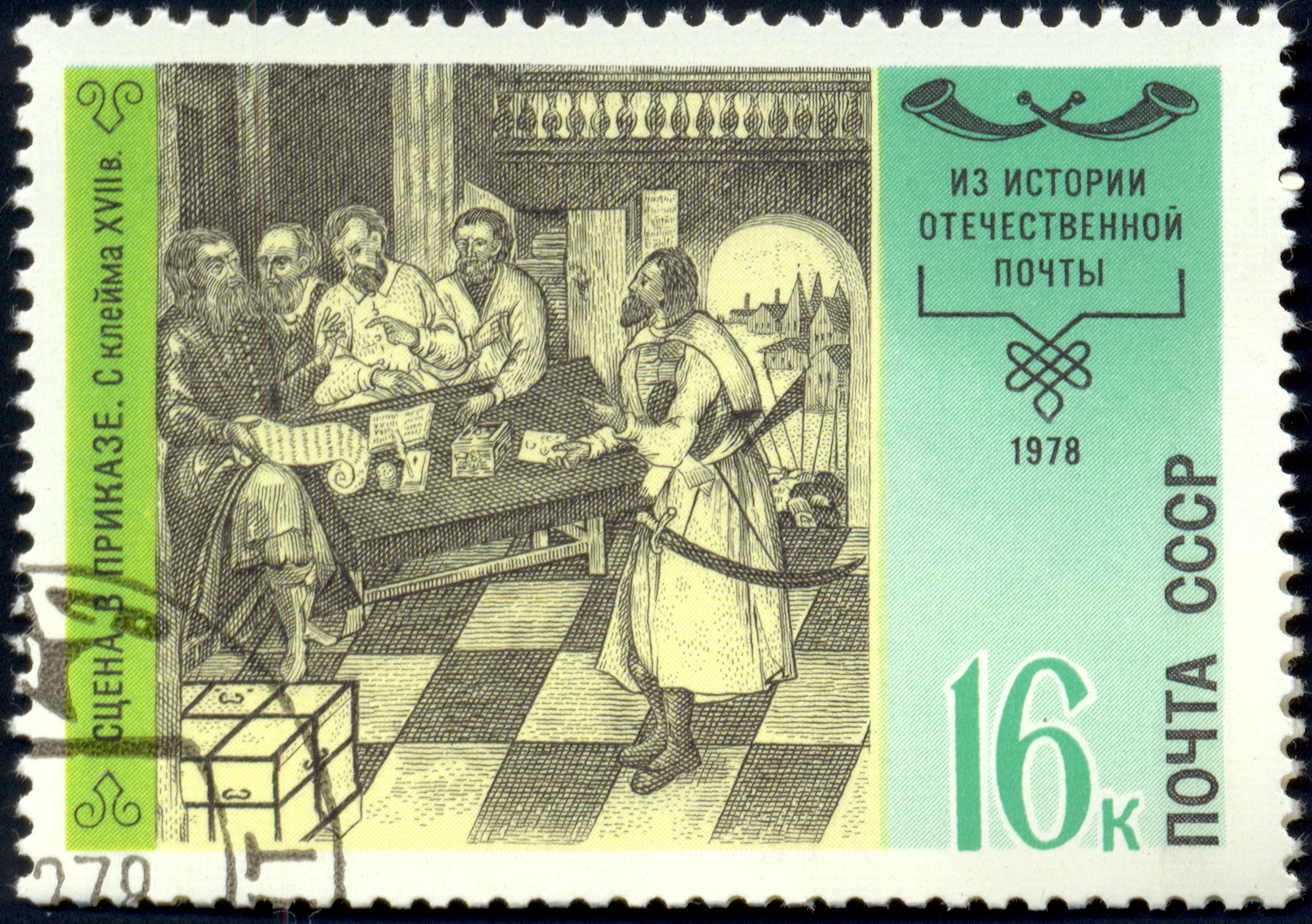
Почтовая марка СССР, 1978 год с изображением клейма XVII века «Сцена в приказе», 2007 год
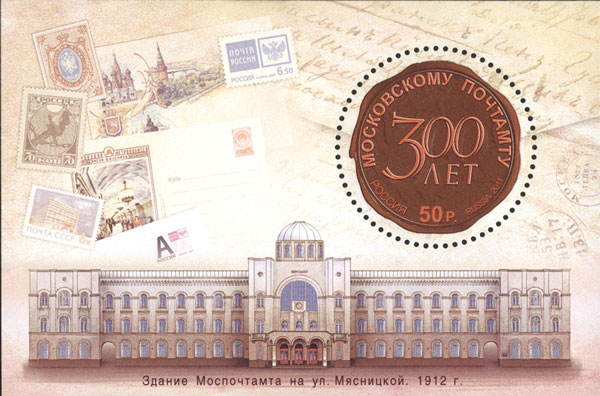
Почтовый блок, 2011 год — 300 лет Московскому Почтамту
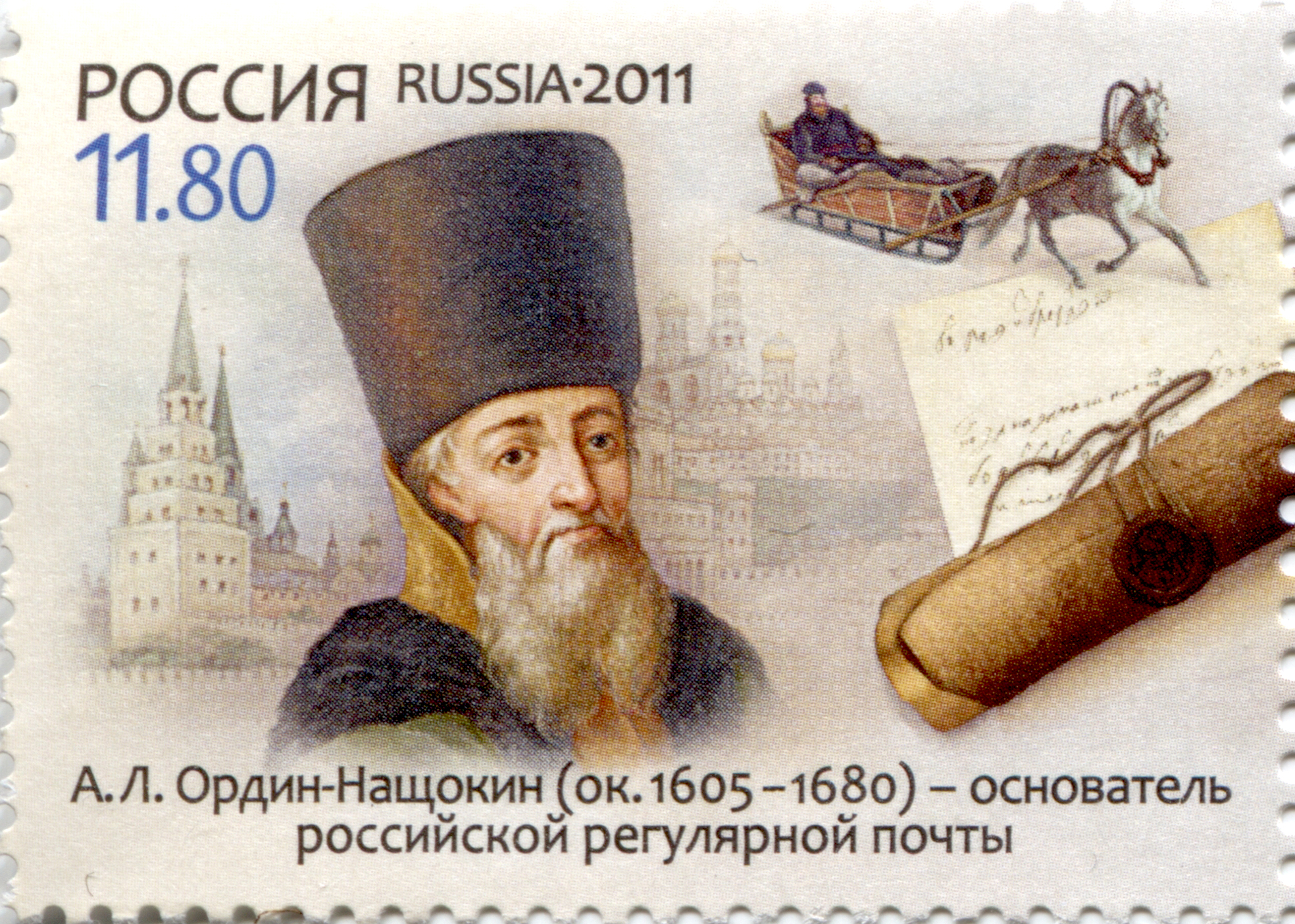
Почтовая марка, 2011 год. 300 лет Московскому Почтамту. А. Л. Ордин-Нащокин (ок. 1605—1680) — основатель российской регулярной почты.
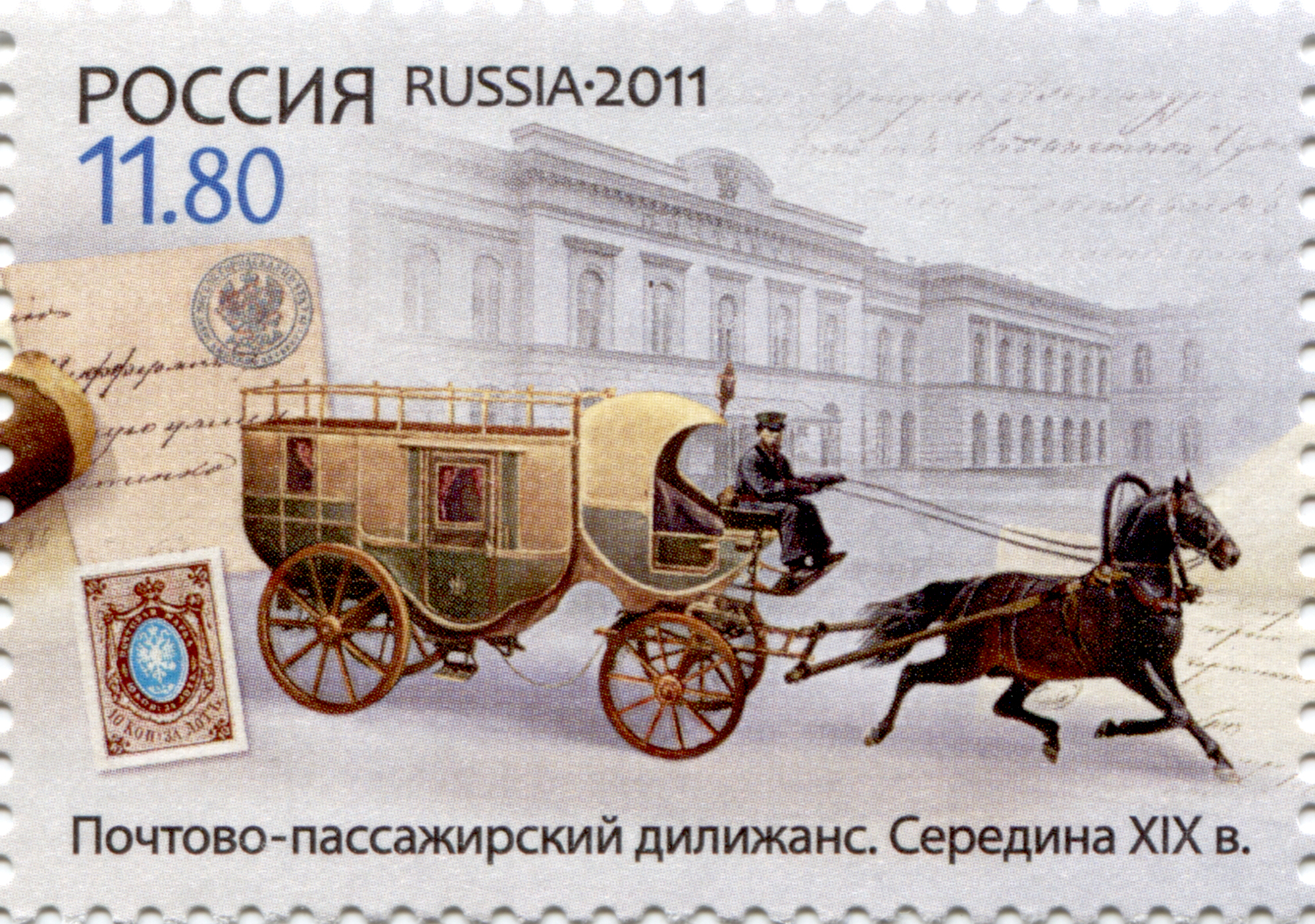
Почтовая марка, 2011 год. 300 лет Московскому Почтамту. Почтово-пассажирский дилижанс. Середина XIX в.
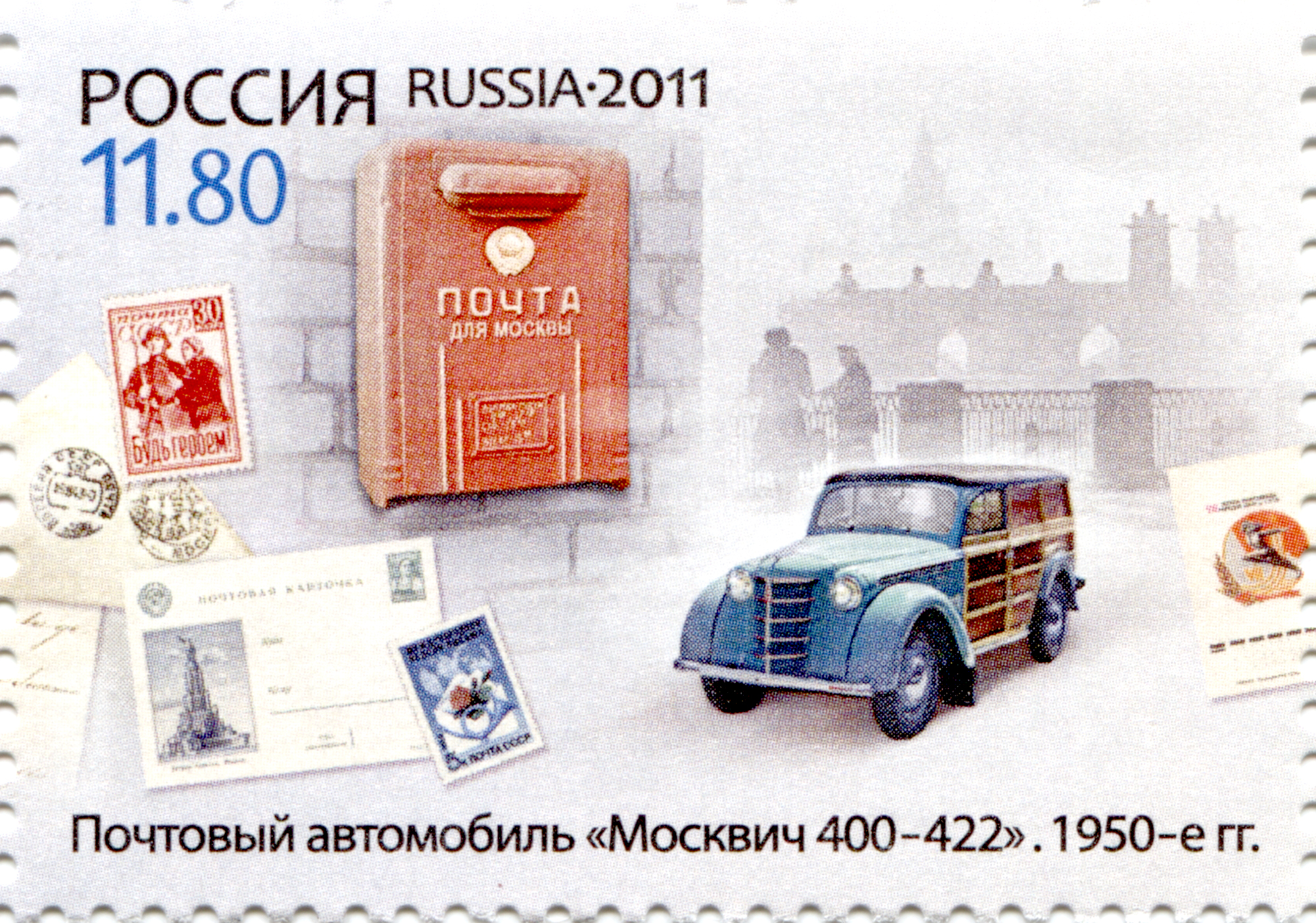
Почтовая марка, 2011 год. 300 лет Московскому Почтамту. Почтовый автомобиль «Москвич 400—422»
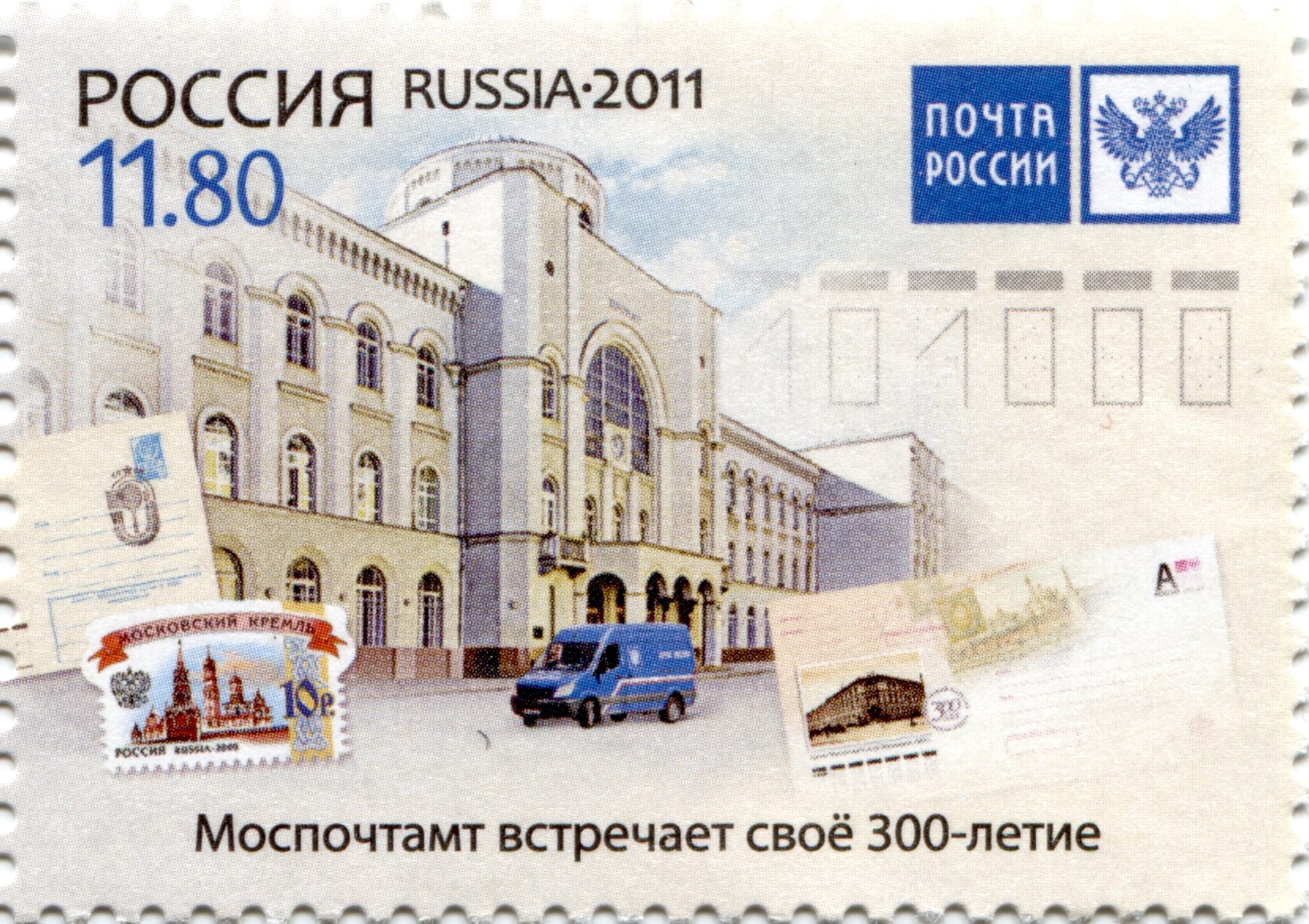
Почтовая марка, 2011 год. 300 лет Московскому Почтамту. Моспочтамт встречает своё 300-летие.